# Etheostoma neopterum
Etheostoma neopterum är en fiskart som beskrevs av Howell och Dingerkus, 1978. Etheostoma neopterum ingår i släktet Etheostoma och familjen abborrfiskar. Inga underarter finns listade i Catalogue of Life.